# Sidney Wood

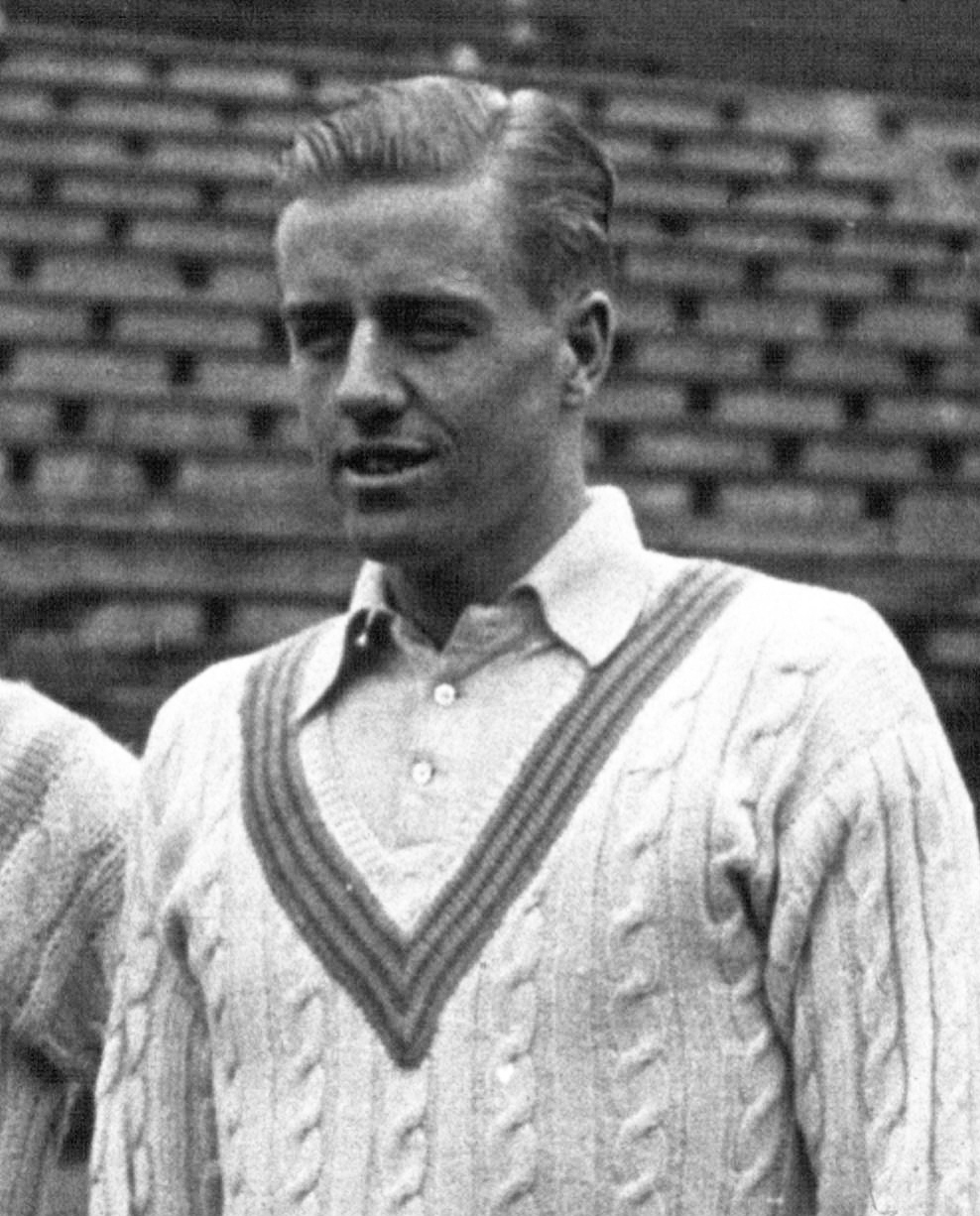
Sidney Wood

Sidney Burr Beardsley Wood (* 1. November 1911 in Black Rock, Connecticut; † 10. Januar 2009 in Palm Beach, Florida) war ein US-amerikanischer Tennisspieler.

## Karriere
Der blonde Rechtshänder und Neffe von Watson Washburn stand 1927 mit 15 Jahren als damals jüngster Spieler überhaupt im Starterfeld von Wimbledon und spielte sein erstes Spiel gegen René Lacoste. Vier Jahre später konnte er das Einzel in Wimbledon für sich entscheiden, als er kampflos gegen den verletzten Frank Shields gewann. Es sollte sein einziger Titel bei einem Grand-Slam-Turnier bleiben.
Im Jahr 1935 erreichte er noch das Finale der US Open, verlor aber gegen Wilmer Allison. 1964 erfolgte die Aufnahme in die International Tennis Hall of Fame.